# Rhizophoraceae
Rhizophoraceae es una familia constituida por plantas tropicales o subtropicales. Entre los miembros más conocidos se encuentran los  mangles, árboles del género Rhizophora. 
Consta de alrededor de 120 especies distribuidas en 16 géneros, la mayoría nativos del Viejo Mundo.

## Características
Raíces modificadas para la obtención de aire (neumatóforos) o para la sujeción: raíces zanco (viven en medios muy móviles: fango). 
Flores tetrameras, periantio más o menos desarrollado en las especies africanas, y menos desarrollado en las americanas y asiáticas. Frutos vivíparos. Acuáticas, forma manglares en algunas zonas tropicales costeras.
Estas especies son a menudo hermafroditas, más raramente polígamas. Las especies de manglar son normalmente vivíparas, a diferencia de las de tierra.

### Géneros
Género en APWeb
- Anopyxis (Pierre) Engl.
- Anstrutheria Gardner	 =  Cassipourea Aubl.
- Barraldeia Thouars	 =  Carallia Roxb.
- Blepharistemma Wall. ex Benth.
- Bruguiera Sav.
- Carallia Roxb.
- Cassipourea Aubl.
- Ceriops Arn.
- Comiphyton Floret
- Crossostylis J.R.Forst. & G.Forst.
- Dactylopetalum Benth.	 =  Cassipourea Aubl.
- Diatoma Lour.	 =  Carallia Roxb.
- Gynotroches Blume
- Haplopetalon A.Gray	 =  Crossostylis J.R.Forst. & G.Forst.
- Haplopetalum Miq.	  =  Crossostylis J.R.Forst. & G.Forst.
- Kandelia (DC.) Wight & Arn.
- Kanilia Blume	 =  Bruguiera Sav.
- Karekandel Wolf	 =  Carallia Roxb.
- Legnotis Sw.	 =  Cassipourea Aubl.
- Macarisia Thouars
- Mangium Rumph. ex Scop.	 =  Rhizophora L.
- Paletuviera Thouars ex DC.	 =  Bruguiera Sav.
- Pellacalyx Korth.
- Petalodactylis Arenes	 =  Cassipourea Aubl.
- Petelotoma DC.	 =  Carallia Roxb.
- Plaesiantha Hook.f.	 =  Pellacalyx Korth.
- Rhizophora L.
- Richaeia Thouars	 =  Cassipourea Aubl.
- Richea Kuntze	 	 =  Cassipourea Aubl.
- Sagittipetalum Merr.	 =  Carallia Roxb.
- Sterigmapetalum Kuhlm.
- Weihea Spreng.	 =  Cassipourea Aubl.

## Sinonimia
- Cassipoureaceae, Macarisiaceae, Mangiaceae

## Usos
Algunas especies producen madera para construcciones bajo el agua o pilotes. De la corteza se extrae tanino.